# Stavropol
Stavropol (în limba rusă: Ста́врополь) este un oraș în sud-vestul Rusiei, (45°03′N 41°58′E / 45.050°N 41.967°E). Orașul este centrul administrativ al regiunii Stavropol. În conformitate cu rezultatele  recensământului din 2002, are o populație de 354.667 de locuitori.

## Istoric
Straovopolul a fost fondat în 1777, după încheierea războiului ruso-turc din 1768 – 1774 ca tabără militară. A fost ridicat la rangul de oraș în 1785. Prințul  Grigori Potiomkin, cel care a fondat orașul ca una dintre cele zece fortărețe ale lanțului de fortificații dintre Avoz și Mozdok la cererea împărătesei Ecaterina a II-a, a jucat un rol de prim rang în dezvoltarea orașului. Cazacii de pe Terek au fost colonizați în zona din jurul orașelor Stavropol și Gheorghievsk cu misiunea de a apăra fruntariile imperiului.
Numele de Stavropol este varianta rusă a numelui orașului legendar elen Stauropolis, (fără nicio legătură cu acesta, a existat o arhiescopie în Caria, o provincie romană din Anatolia de azi), al cărui nume însemna în traducere "Orașul Crucii". În conformitate cu legenda locală, soldații ar fi găsit o cruce uriașă din piatră pe locul unde avea să se construiască fortăreața și orașul de mai târziu. 
Localizarea strategică a Stavropolului a fost de mare importanță în campaniile de cucerire ale Caucazului întreprinse de Imperiul Rus. Pe la începutul secolului al XIX-lea, orașul s-a transformat într-un centru al comerțului al Caucazului de Nord. În 1843, a fost înființată aici o episcopie a Bisericii Ortodoxe Ruse, iar, în 1847, orașul a devenit centrul administrativ al guberniei Stavropol.
În timpul războiului civil rus, orașul a fost cucerit, pierdut și, în final, recucerit pe 29 ianuarie 1920, de soldații Armatei Roșii, care au purtat lupte cu Armata Voluntarilor condusă de generalul alb Anton Denikin. Orașul a fost rebotezat Voroshilovsk în 1935, în cinstea lui Kliment Voroșilov, dar a revenit la numele originar în 1943. În timpul Marelui Război Patriotic pentru Apărarea Patriei, orașul a suferit pierderi majore cât timp a fost sub stăpânirea armatei germane, între 3 august 1942 și 21 ianuarie 1943.  Din 1946 sunt exploatate în zonă rezervele de gaze naturale, după care a fost construit un gazoduct către Moscova. Singurul președinte executiv al Uniunii Sovietice, Mihail Sergheevici Gorbaciov, s-a născut în kraina Stavropol și a petrecut mai mulți ani la conducerea organelor de partid din kraină.

## Orașul din zilele noastre
În oraș funcționează mai multe instituții de învățământ superior: Universitatea de Stat din Stavropol, Universitatea Politehnică de Stat a Caucazului de Nord, Universitatea Agricolă și Academia Medicală de Stat.
Orașul Stavropol este amplasat în mijlocul lanțului muntos caucazian. Este unul dintre cele mai frumoase orașe rusești, datorită numărului mare de parcuri.
Economia orașului se bazează pe întreprinderile constructoare de automobile, de mobilă și de echipamente și materiale pentru construcții.
Orașul este un important nod feroviar și rutier. Este deservit de aeroportul Șpakovskoe.
Recent, populația orașului a crescut în mod semnificativ datorită noilor veniți din zonele de mai mare instabilitate din preajma granițelor Ceceniei.

## Orașe înfrățite
- Des Moines, SUA